# Biggsville
Biggsville es una villa ubicada en el condado de Henderson en el estado estadounidense de Illinois. En el Censo de 2010 tenía una población de 304 habitantes y una densidad poblacional de 348,29 personas por km².

## Geografía
Biggsville se encuentra ubicada en las coordenadas 40°51′14″N 90°51′44″O / 40.85389, -90.86222. Según la Oficina del Censo de los Estados Unidos, Biggsville tiene una superficie total de 0.87 km², de la cual 0.87 km² corresponden a tierra firme y (0%) 0 km² es agua.

## Demografía
Según el censo de 2010, había 304 personas residiendo en Biggsville. La densidad de población era de 348,29 hab./km². De los 304 habitantes, Biggsville estaba compuesto por el 97.37% blancos, el 0.33% eran afroamericanos, el 0% eran amerindios, el 0% eran asiáticos, el 0% eran isleños del Pacífico, el 0.99% eran de otras razas y el 1.32% pertenecían a dos o más razas. Del total de la población el 1.97% eran hispanos o latinos de cualquier raza.